# Príncipe de Girona
Príncipe de Girona é o título oficial do herdeiro presuntivo da Coroa de Aragão. O título tem origem no de Duque de Girona criado em 1351, pelo rei Pedro IV de Aragão em benefício do seu herdeiro presuntivo. Segundo algumas informações, o Duque de Girona foi também ocasionalmente chamado Delfim de Girona.
Em 1416 o Rei Fernando I de Aragão considerou que o título de Duque era insuficiente para o herdeiro da sua coroa, engrandecendo-o como Principado de Girona.
Depois da unificação das Coroas de Aragão, Navarra e Castela, o título ficou associado aos de Príncipe de Viana e de Príncipe das Astúrias. 
O título é um dos actualmente ostentados pela herdeira presuntiva da Coroa da Espanha, que normalmente é apenas designada pelo seu título de herdeiro de Castela, Príncipe das Astúrias.
Hoje o título pertence à  filha mais velha de Dom Felipe VI da Espanha, a Princesa Leonor.

## Origem do Título
Originou-se em 1351 quando o rei Pedro IV de Aragão nomeou seu sucessor, a quem concedeu o título de Duque de Girona; o título abrangia territórios dos condados de Girona, Besalú, Empúries e Ausona.
Na parte I das "Constitucions i Altres Drets de Cathalunya", a seção intitulada "Genealogia dels Reys d'Aragó i Comtes de Barcelona" fala da genealogia de João I de Aragão, filho de Pedro IV, dizendo que João e Violante tiveram um filho chamado Jaime, "lo qual intitularen Delphi [Dauphin] de Girona". Em 19 de fevereiro de 1416, Fernando I de Aragão, considerando o título de duque insuficiente, elevou-o ao posto de Principado de Girona.  No entanto, esses títulos caíram em desuso gradual até o século 20, quando o herdeiro do rei da Espanha tornou-se mais conhecido pelo título hereditário da Coroa de Castela, "Príncipado das Astúrias".

## Uso Moderno
Em 1961, ao anunciar o casamento dos futuros Juan Carlos I de Espanha e Sofia da Grécia, a Casa Real espanhola emitiu ao jovem príncipe, como títulos de pretensão, o estilo de "Príncipe das Astúrias", "Príncipe de Girona" e " Príncipe de Viana " — estes três títulos referem-se à sua condição de herdeiro aparente dos reinos de Castela, Aragão e Navarra, respectivamente. Ele começou a usar os títulos de "Príncipe de Girona" em seu passaporte durante o governo do caudilho Franco, para evitar o título mais controverso Príncipe das Astúrias que era bem conhecido por ser reservado para o herdeiro do trono espanhol. Seu pai havia adotado uma tática semelhante, intitulando-se Juan, Conde de Barcelona; usar o título de rei da Espanha teria sido visto como diretamente subversivo do estado franquista . No entanto, chamar-se conde de Barcelona foi uma tentativa clara de afirmar seus direitos hereditários ao então extinto trono espanhol, já que não havia conde de Barcelona que não fosse rei de Aragão ou da Espanha desde a Idade Média.
Quando Juan Carlos finalmente recebeu uma capacidade oficial no estado espanhol como herdeiro do reino pelo general Franco, ele recebeu o título de "Príncipe da Espanha" e assim começou a usá-lo até se tornar rei da Espanha. Em 21 de janeiro de 1977, seu filho, Felipe, seria o primeiro a usar todos esses títulos em qualquer cargo oficial por mais de 250 anos.
Com a ascensão de Felipe ao trono em 2014, sua filha mais velha Leonor tornou-se princesa de Girona, como herdeira presuntiva do trono de Aragão. A Fundação Princesa de Girona foi criada em 2009 e agora é gerida em nome da princesa Leonor: financia programas de ajuda aos jovens. 

## Titulares
| Imagem                                                   | Nome                                              | Herdeiro de           | Nascimento                        | Torne-se Herdeiro de Coroa                           | Feito Duque de Girona                                | Deixa de ser Duque de Girona                    | Morte                  |                  |           |                    |                      |                      |                     |                     |
| -------------------------------------------------------- | ------------------------------------------------- | --------------------- | --------------------------------- | ---------------------------------------------------- | ---------------------------------------------------- | ----------------------------------------------- | ---------------------- | ---------------- | --------- | ------------------ | -------------------- | -------------------- | ------------------- | ------------------- |
|                                                          | Infante Juan mais tarde como João I               | Pedro IV              | 27 December 1350                  | 27 December 1350                                     | 1351                                                 | 6 de janeiro de 1387 tornou-se Rei              | 19 de maio de 1396     |                  |           |                    |                      |                      |                     |                     |
|                                                          | Infante Juan mais tarde como João I               | Pedro IV              | 27 December 1350                  | 27 December 1350                                     | 1351                                                 | 6 de janeiro de 1387 tornou-se Rei              | 19 de maio de 1396     | Infante James    | João I    | 1382               | 6 de janeiro de 1387 | 6 de janeiro de 1387 | 1388                | 1388                |
|                                                          | Infante Ferdinando                                | 1389                  | 1389                              | 1389                                                 | outubro de 1389                                      | outubro de 1389                                 |                        |                  | João I    |                    |                      |                      |                     |                     |
|                                                          | Infante Pedro                                     | 1394                  | 1394                              | 1394                                                 | 1394                                                 | 1394                                            |                        |                  | João I    |                    |                      |                      |                     |                     |
|                                                          | Infante Alfonso mais tarde como Alfonso V         | Ferdinando I          | 1396                              | 25 de junho de 1412                                  | janeiro de 1414                                      | 19 de fevereiro de 1416 Elevado a Principado    | 27 de junho de 1458    |                  |           |                    |                      |                      |                     |                     |
|                                                          | Príncipe Charles                                  | John II               | 29 de maio de 1421                | 27 de junho de 1458                                  | 27 de junho de 1458                                  | 23 de setembro de 1461                          | 23 de setembro de 1461 |                  |           |                    |                      |                      |                     |                     |
|                                                          | Príncipe Ferdinando mais tarde como Ferdinando II | John II               | 10 de março de1452                | 23 de setembro de 1461 irmão morte                   | 23 de setembro de 1461 irmão morte                   | 20 de janeiro de 1479 Tornou-se Rei             | 23 de janeiro 1516     |                  |           |                    |                      |                      |                     |                     |
|                                                          | Príncipe João, Duque de Lorraine (claimant)       | René                  | 2 August 1424                     | 1466                                                 | 1466                                                 | 16 December 1470                                | 16 December 1470       |                  |           |                    |                      |                      |                     |                     |
|                                                          | Príncipe Nicolas, Duque de Lorraine (claimant)    | René                  | 7 de julho de 1448                | 16 de dezembro de 1470                               | 16 de dezembro de 1470                               | 27 de julho de 1473                             | 27 de julho de 1473    |                  |           |                    |                      |                      |                     |                     |
|                                                          | Príncipe João                                     | Ferdinando II         | 28 de junho de 1478               | 20 de janeiro de 1479                                | 20 de janeiro de 1479                                | 4 de outubro de 1497                            | 4 de outubro de 1497   |                  |           |                    |                      |                      |                     |                     |
|                                                          | Príncipe Miguel                                   | Ferdinando II         | 24 de agosto de 1498              | 28 de agosto de 1498                                 | 28 de agosto de 1498                                 | 19 de julho de 1500                             | 19 de julho de 1500    |                  |           |                    |                      |                      |                     |                     |
|                                                          | Infanta Joana mais tarde como Joana I             | Ferdinando II         | 6 de novembro de 1479             | 1502 reconhecida pelos Aragoneses Cortes em Zaragoza | 1502 reconhecida pelos Aragoneses Cortes em Zaragoza | 3 de maio de 1509 Irmão Nascimento              | 12 de abril de 1555    |                  |           |                    |                      |                      |                     |                     |
|                                                          | Príncipe João                                     | Ferdinando II         | 3 de maio 1509                    | 3 de maio 1509                                       | 3 de maio 1509                                       | 3 de maio 1509                                  | 3 de maio 1509         |                  |           |                    |                      |                      |                     |                     |
|                                                          | Infanta Joana mais tarde como Joana I             | Ferdinando II         | 6 de novembro de 1479             | 3 May 1509 Irmão Morte                               | 3 May 1509 Irmão Morte                               | 23 de janeiro de 1516 Tornou-se Rainha-reinante | 12 de abril de 1555    |                  |           |                    |                      |                      |                     |                     |
|                                                          | Príncipe Charles mais tarde como Charles I        | Joana I               | 24 de fevereiro de 1500           | 23 de janeiro de 1516                                | 23 de janeiro de 1516                                | 14 de março de 1516 Tornou-se Rei               | 21 de setembro de 1558 |                  |           |                    |                      |                      |                     |                     |
|                                                          | Príncipe Filipe mais tarde como Filipe II         | Charles I             | 21 de maio de 1527                | 21 de maio de 1527                                   | 21 de maio de 1527                                   | 16 de janeiro 1556 Tornou-se Rei                | 13 de setembro de 1598 |                  |           |                    |                      |                      |                     |                     |
|                                                          | Príncipe Filipe mais tarde como Filipe II         | Charles I             | 21 de maio de 1527                | 21 de maio de 1527                                   | 21 de maio de 1527                                   | 16 de janeiro 1556 Tornou-se Rei                | 13 de setembro de 1598 | Príncipe Charles | Filipe II | 8 de julho de 1545 | 16 de janeiro 1556   | 16 de janeiro 1556   | 24 de julho de 1568 | 24 de julho de 1568 |
|                                                          | Príncipe Ferdinando                               | 4 de dezembro de 1571 | 4 de dezembro de 1571             | 4 de dezembro de 1571                                | 18 de outubro de 1578                                | 18 de outubro de 1578                           |                        |                  | Filipe II |                    |                      |                      |                     |                     |
|                                                          | Príncipe Diego                                    | 15 de agosto de 1575  | 18 de outubro 1578 Irmão morte    | 18 de outubro 1578 Irmão morte                       | 21 de novembro de 1582                               | 21 de novembro de 1582                          |                        |                  | Filipe II |                    |                      |                      |                     |                     |
|                                                          | Príncipe Filipe mais tarde como Filipe III        | 14 de abril de 1578   | 21de novembro de 1582 Irmão morte | 21de novembro de 1582 Irmão morte                    | 14 de abril de 1598 Tornou-se Rei                    | 31 de março de 1621                             |                        |                  | Filipe II |                    |                      |                      |                     |                     |
|                                                          | Príncipe Filipe mais tarde como Filipe IV         | Filipe III            | 8 de abril de 1605                | 8 de abril de 1605                                   | 8 de abril de 1605                                   | 31 de março de1621 Tornou-se Rei                | 17 de setembro de 1665 |                  |           |                    |                      |                      |                     |                     |
|                                                          | Príncipe Baltasar Carlos                          | Filipe IV             | 17 de outubro de 1629             | 17 de outubro de 1629                                | 17 de outubro de 1629                                | 9 de outubro de 1646                            | 9 de outubro de 1646   |                  |           |                    |                      |                      |                     |                     |
| Ficheiro:Príncipe Filipe Prospero by Diego Velázquez.jpg | Príncipe Filipe Próspero                          | Filipe IV             | 20 de novembro de 1657            | 20 de novembro de 1657                               | 20 de novembro de 1657                               | 1 de novembro de 1661                           | 1 de novembro de 1661  |                  |           |                    |                      |                      |                     |                     |
|                                                          | Príncipe Charles later Charles II                 | Filipe IV             | 6 de novembro de 1661             | 6 de novembro de 1661                                | 6 de novembro de 1661                                | 17 de setembro de 1665 Tornou-se Rei            | 1 de novembro de 1700  |                  |           |                    |                      |                      |                     |                     |
|                                                          | Príncipe Filipe mais tarde como Filipe VI         | Juão Carlos I         | 30 de janeiro de 1968             | 22 de novembro de 1975                               | 21 de janeiro de 1977                                | 19 de junho de 2014                             | Vivo                   |                  |           |                    |                      |                      |                     |                     |
|                                                          | Princesa Leonor                                   | Felipe VI             | 31 de outubro de 2005             | 19 de junho de 2014                                  | 19 de junho de 2014                                  | Titular                                         | Viva                   |                  |           |                    |                      |                      |                     |                     |